# Lovergirl
Een lovergirl is de vrouwelijke tegenhanger van een loverboy. Samen met de jongen brengt ze jonge meisjes in de prostitutie.
Een lovergirl stelt zich op als een vriendin van een meisje. Ze gaat stoken tussen de ouders en hun dochter zodat hun band slecht wordt, waardoor het meisje meer om gaat met de lovergirl. De slachtoffers gaan de lovergirl vervolgens als goede vriendin zien, omdat de slachtoffers vaak naar de lovergirls opkijken. Daardoor doen ze wat de lovergirl van hen vraagt.
Een andere manier waarop lovergirls hun "vriendinnen" tot prostitutie verleiden, is door het geven van dure spullen. Op een later moment gebruiken zij deze giften als chantagemiddel; zij stellen dan dat het slachtoffer iets terug moet doen voor deze giften.
Door deze vriendschap tussen de lovergirl en het slachtoffer praat het slachtoffer niet vaak of helemaal niet over de situatie met iemand anders. Hierdoor kan hulpverlening maar moeilijk doordringen tot de situatie en het slachtoffer helpen.
De lovergirls worden zelf ook vaak gezien als slachtoffer, omdat men beweert dat ze het vooral doen om zelf niet de prostitutie in te raken.

## Kenmerken van slachtoffers
Kenmerken van de slachtoffers van loverboys en -girls zijn de volgende:
De gegeven slachtofferprofielen zijn vaak tegenstrijdig en afhankelijk van de onderzoeker. Zo zouden ze:
- voor 64% tussen 18 en 24 jaar oud zijn;
- in de puberteit zitten;
- niet voor zichzelf op durven te komen;
- slechte sociale ervaringen met familie en anderen hebben;
- uit gebroken gezinnen komen;
- een ontwrichte jeugd hebben gehad, bijvoorbeeld door mishandeling of seksueel misbruik;
- meestal lager opgeleid zijn;
- emotioneel zwak staan door een bepaalde recente gebeurtenis;
- soms licht verstandelijk gehandicapt zijn;[2]
- maar ook: afkomst en uiterlijk maken niets uit, het kan bij wijze van spreken iedereen overkomen.

 Portaal seksualiteit